# Прислушкивање (филм)
Прислушкивање (енгл. The Conversation) је амерички, психолошки трилер филм из 1974. године. Сценариста, продуцент и режисер је Франсис Форд Копола, а у главној улози је Џин Хекман. У филму глуме и Џон Казале, Ален Гарфилд, Синди Вилијамс, Фредерик Форест, Харисон Форд и Роберт Дувал.
Филм је 1974. године на Канском фестивалу освојио Златну палму (фр. Palme d'Or), и сматра се веома битним у културолошком, историјском и естетском смислу. Филм је био номинован за три Оскара, од којих се издваја Оскар за најбољи филм. Оскара за најбољи филм исте године добија Кополин други филм, Кум II. Филм је номинован и за Оскара за најбољи оригинални сценарио као и за Оскара за најбољи звук.

## Радња
Хари Кол(Џин Хекман) је стручњак за надзор, који води своју компанију у Сан Франциску. Високо је поштован од стране других који се баве истим послом. Опседнут је својом сопственом приватношћу; његов стан је готово празан иза троструко закључаних врата и аларма. Oн користи телефонску говорницу за позиве, тврдећи да нема телефон у свом стану. Потпуни је професионалац што се тиче посла, али је лични контакт за њега веома непријатан, јер је изузетно тајанствен, чак и за тривијалне аспекте свог живота. Такође је веома ћутљив и тајанствен са својим колегама. Његову појаву је тешко описати; готово у свим приликама носи свој прозрачни, зелени кишни мантил, па чак и онда када нема кише.
Кол, његов колега Стен (Џон Казале) и неки хонорарни радници, прихватили су задатак да прислушкују разговор једног пара (Синди Вилијамс, Фредерик Форест), док они ходају препуним Јунион сквером у Сан Франциску, и док су окружени какофонијом (нескладним звуковима) буке у позадини.

## Улоге
| Глумац          | Улога                    |
| --------------- | ------------------------ |
| Џин Хекман      | Хари Кол                 |
| Џон Казале      | Стен                     |
| Ален Гарфилд    | Вилијам П. „Берни“ Моран |
| Синди Вилијамс  | Ен                       |
| Фредерик Форест | Марк                     |
| Харисон Форд    | Мартин Стет              |
| Мајкл Хигинс    | Пол                      |
| Роберт Дувал    | Директор                 |
| Елизабет Макри  | Мередит                  |
| Тери Гар        | Еми Фредерикс            |